# IROC VI
La sixième édition de l'International Race of Champions, disputée en 1978 et 1979, a été remportée par l'Américain Mario Andretti. Tous les pilotes  conduisaient des Chevrolet Camaro.

## Format du championnat
Cette édition de l'IROC marqua un profond changement dans le format du championnat. Le championnat n'était disputé que sur deux courses et non plus quatre. Par contre, trois épreuves qualificatives au cours desquelles les pilotes étaient réparties selon leur "spécialité" furent organisées. Dans chacune de ces trois courses, seuls les quatre premiers pilotes arrivés étaient qualifiés pour le championnat. 

## Courses de l'IROC VI
Course qualificative pour les pilotes de NASCAR
| Date         | Lieu     | Vainqueur     | Nationalité | Championnat d'origine |
| 17 juin 1978 | Michigan | Bobby Allison | États-Unis  | Winston Cup (NASCAR)  |

- Pilotes qualifiés: Bobby Allison, Cale Yarborough, Donnie Allison, Neil Bonnett (en).
- Pilotes éliminés: David Pearson, Benny Parsons, Dave Marcis, Darrell Waltrip

Course qualificative pour les pilotes d'USAC IndyCar
| Date              | Lieu     | Vainqueur | Nationalité | Championnat d'origine |
| 16 septembre 1978 | Michigan | A.J. Foyt | États-Unis  | IndyCar (USAC)        |

- Pilotes qualifiés: A.J. Foyt, Al Unser, Gordon Johncock, Tom Sneva.
- Pilotes éliminés: Danny Ongais, Johnny Rutherford, Rick Mears, Bobby Unser

Course qualificative pour les pilotes de circuits routiers (Formule 1 et Endurance)
| Date            | Lieu      | Vainqueur   | Nationalité | Championnat d'origine |
| 14 octobre 1978 | Riverside | Peter Gregg | États-Unis  | IMSA                  |

- Pilotes qualifiés: Peter Gregg, Emerson Fittipaldi, Mario Andretti, Alan Jones.
- Pilotes éliminés: David Hobbs, Patrick Depailler, John Watson, Niki Lauda

Courses finales
| Date            | Lieu      | Vainqueur         | Nationalité | Championnat d'origine |
| 15 octobre 1978 | Riverside | Mario Andretti    | États-Unis  | Formule 1 (FIA)       |
| 17 mars 1979    | Atlanta   | Neil Bonnett (en) | États-Unis  | Winston Cup (NASCAR)  |

## Classement des pilotes
| Classement | Pilote             | Pays       | Championnat          | Gains (en $) |
| ---------- | ------------------ | ---------- | -------------------- | ------------ |
| 1er        | Mario Andretti     | États-Unis | Formule 1 (FIA)      | 75 000       |
| 2e         | Neil Bonnett (en)  | États-Unis | Winston Cup (NASCAR) | 28 500       |
| 3e         | Cale Yarborough    | États-Unis | Winston Cup (NASCAR) | 28 500       |
| 4e         | Bobby Allison      | États-Unis | Winston Cup (NASCAR) | 21 000       |
| 5e         | Alan Jones         | Australie  | Formule 1 (FIA)      | 20 000       |
| 6e         | Gordon Johncock    | États-Unis | IndyCar (USAC)       | 19 000       |
| 7e         | Tom Sneva          | États-Unis | IndyCar (USAC)       | 18 000       |
| 8e         | Emerson Fittipaldi | Brésil     | Formule 1 (FIA)      | 17 000       |
| 9e         | Peter Gregg        | États-Unis | IMSA                 | 16 000       |
| 10e        | Donnie Allison     | États-Unis | Winston Cup (NASCAR) | 15 000       |
| 11e        | Al Unser           | États-Unis | IndyCar (USAC)       | 15 000       |
| 12e        | A.J. Foyt          | États-Unis | IndyCar (USAC)       | 0            |

Note: Forfait pour la dernière course, A.J. Foyt s'est vu retirer ses gains.